# Chloropsina distinguenda
Chloropsina distinguenda är en tvåvingeart som först beskrevs av Frey 1909.  Chloropsina distinguenda ingår i släktet Chloropsina, och familjen fritflugor. Arten är reproducerande i Sverige.